# كأس كرواتيا 2003–04
كأس كرواتيا 2003–04 (بالكرواتية: Hrvatski nogometni kup 2003./04.)‏ هو الموسم 13 من كأس كرواتيا. أقيم خلال الفترة 3 سبتمبر 2003 وحتى 19 مايو 2004، وأشرف على تنظيمه اتحاد كرواتيا لكرة القدم، وكان عدد الأندية المشاركة فيه 48، وفاز فيه نادي دينامو زغرب.